# Читагонгски хълмове
Читагонгските хълмове (на бенгалски: পার্বত্য চট্টগ্রাম Parbotto Chôṭṭogram) е район в област Читагонг, Бангладеш, граничещ с Индия и Мианмар. Това е единственият планински район в страната. Покривайки 13 295 km², хълмовете образуват един окръг до 1984 г., когато биват разделени на 3 отделни окръга: Кхаграчари, Рангамати и Бандарбан.
Заедно с Ладакх, Сиким, Дарджилинг, Бутан и Шри Ланка, те представляват едни от последните останки на будизма в Южна Азия.

## География
Със своите 13 295 km², районът заема приблизително една десета от територията на Бангладеш. Географски е различен от останалата част на страната, тъй като тук теренът е планински и е обрасъл с гъсти гори.

## Население
Според преброяването от 1991 г., населението на района е 974 447 души, от които 501 114 са племенни народи, а останалата част са бенгалци (мюсюлмани и индуисти). Племената включват чакма, марма, трипура, танчангя, чак, панкхо, мро, мурунг, бом, лушей, кхянг и кхуми. Те се различават от бенгалците в останалите части на Бангладеш по език, култура, външен вид, религия, облекло и земеделски похвати.
След преброяването на трите окръга през 2011 г., населението възлиза на 1 587 000 души, което се равнява на плътност от 120 души/km². Около 34% от населението са племенни народи и основно последователи на теравада будизма, 65% са бенгалци – мюсюлмани или индуисти, а 1% са християни или анимисти.

## История
Бенгалците населяват района още отпреди идването на британците. През 1787 г. Британската източноиндийска компания прави района свое васално владение, след като побеждава местните племенни вождове. През 1860 г. Читагонгските хълмове са анексирани от Великобритания и са включени в състава на Бенгал. До началото на XX век в района живеят основно планински племена. Според данни от преброяването през 1901 г., в района няма градове, а 211 села с население под 500 души (с изключение на едно, с население почти 2000 души). Преброени са общо 124 762 души, от които 83 хил. – будисти, 36 хил. – индуисти и 5 хил. – мюсюлмани. Когато през 1947 г. англичаните предават района на Източен Пакистан, това буди възмущение у Индия.
През 1960-те години по тези места се заселват десетки хиляди хора, наводнени в резултат от строителството на ВЕЦ. След провъзгласяването на независимостта на Бангладеш през 1971 г. местните лидери започват протести срещу потискането на тяхната култура, тъй като съгласно Конституцията на Бангладеш всички жители на страната се считат за бенгалци. Но основателят на страната Муджибур Рахман не се вслушва в техните доводи. През 1970-те и 1980-те правителството на Бангладеш започва да заселва Читагонгските хълмове с бенгалци от други краища на страната, поради свръхнаселение. Това начинание среща съпротива от планинските племена, които с тайната подкрепа на съседна Индия образува партизанско движение, наречено Шанти Бахини. В отговор на това, правителството превръща хълмовете в милитаризирана зона. Примирие е подписано едва на 2 декември 1997 г.

## Земеделие и екология

### Отглеждане на тютюн
Отглеждането на тютюн уврежда екологията на района със загубата на дървета и плодородността на почвата. Много земеделци от окръзите Рангамати, Бандарбан и Кхаграчари загубват интерес в отглеждането на местни култури като ориз, банани, царевица, памук, картофи, сусам, тикви и други, тъй като се оказват неспособни да изплащат наеми на тютюневите компании.

### Екологични проблеми
Като други планински райони в Южна и Югоизточна Азия, Читагонгските хълмове са подложени на обезлесяване и почвена ерозия, предизвикани от екологично неподходящи дейности като отглеждането на тютюн на наклонена земя и сеч на дървета. Примитивните земеделски методи не само увреждат почвата, но и не са достатъчни за изхранването на населението. Изчислено е, че средно 8 хектара земя са нужни за изхранване на едно семейство в района. Използвайки това съотношение, излиза че са нужни 1 240 000 хектара обработваема земя за да се изхрани сегашното население, но са налични едва 928 000 хектара.